# Петергофская железная дорога
Петергофская железная дорога — частная, затем казённая железная дорога в Российской империи. Дорога была построена на средства и по инициативе Александра фон Штиглица в 1856—1857 годах для доставки отдыхающих на дачи в Стрельне и Петергофе. Дорога имела коммерческий успех, и уже через год после запуска движения было получено разрешение на постройку ответвления от станции Красносельская в Красное Село, которое начало функционировать в 1859 году. В 1864 году дорога была продлена до Ораниенбаума, а в 1872 году вошла в состав Балтийской железной дороги с постройкой участка от Красного Села до Гатчины, что позволило Балтийской дороге получить собственный вокзал в Санкт-Петербурге.
Дорога была построена сразу двухпутной, но какой-либо серьёзной транспортной функции в годы своего самостоятельного существования не несла, по ней почти исключительно осуществлялась перевозка дачников. Несмотря на это, постройка и функционирование Петергофской дороги позволили накопить опыт сооружения и эксплуатации железных дорог, оказавшийся полезным при последующем развитии железнодорожной сети Российской империи.

## История

### Строительство
После открытия в 1836 году первой в России железной дороги общественного пользования между Санкт-Петербургом и Царским Селом в российском обществе начались дискуссии о возможной роли этого вида транспорта для государства. Сторонники массового железнодорожного строительства говорили об очевидных преимуществах прогресса и возможности быстро транспортировать как гражданские, так и военные грузы по всей стране, а противники выдвигали тезисы о настолько же очевидной дороговизне строительства, а также прогнозировали изменение политического и экономического баланса в стране и мире и даже возможную безработицу. Предложенный в 1845 году Александром фон Штиглицем проект товарной железной дороги из Санкт-Петербурга в Нарву был отклонён правительством и не нашёл поддержки среди частных инвесторов.
В начале июня 1853 года барон подал через графа Алексея Орлова устное прошение императору о разрешении на постройку второй дачной железной дороги из Санкт-Петербурга в Петергоф и пожалование таких же льготных условий на строительство и эксплуатацию, какие имелись у Царскосельской дороги, пообещав по окончании строительства даровать владельцам компании права, аналогичные правам владельцев Царскосельской дороги. 28 июля (9 августа)  1853 года Штиглиц подал прошение о постройке дороги с организацией акционерного общества главноуправляющему путями сообщения графу Петру Клейнмихелю, о чём последний доложил императору. Поскольку причины желания барона построить эту железную дорогу были до конца не ясны двору, было проведено тайное дознание. 10 (22) августа управляющий III отделением Собственной Его Императорского Величества канцелярии Леонтий Дубельт записал в своём дневнике, что «барон Стиглиц» в желании построить дорогу руководствуется альтруистическими побуждениями, а также желает, чтобы дорога была названа его именем. 12 (24) августа граф сообщил Штиглицу о высочайшем соизволении на проведение изысканий, при этом император поручил министру императорского двора Владимиру Адлербергу докладывать о ходе работ по дороге.
21 октября (2 ноября) Штиглиц предоставил план будущей дороги с казармами, станциями и вокзалами и совместно с Константином Фелейзеном приступил к организации земляных работ на будущей трассе, в дальнейшем последний стал одним из двух директоров дороги вместе с дворянином Александром Талем. Главным инженером был приглашён Венцеслав Бурда; архитекторами, проектировавшими главные станции дороги — вокзалы в Петергофе и Санкт-Петербурге — стали Николай Бенуа и Александр Кракау. Деятельное участие в постройке первой очереди дороги принял Станислав Кербедз, на тот момент числившийся на строительстве Петербургско-Варшавской железной дороги, но временно оставшийся не у дел, так как из-за Крымской войны строительство было приостановлено. Петергофская железная дорога строилась от левого берега Обводного канала и имела длину 27,2 версты; на ней предполагалось соорудить промежуточные станции Красносельская, Сергиево и Стрельна. Дорога строилась двухпутной и на момент открытия была самой короткой из подобных дорог, хотя при этом она не была приспособлена для интенсивного движения.
В 1854 году строительство Петергофской дороги, так же как и Варшавской, было приостановлено из-за Крымской войны. После воцарения Александра II Штиглиц обратился с повторным прошением уже к новому императору, попросив того подтвердить устное повеление Николая I о строительстве дороги и даровании льготных условий для оного, но новый министр путей сообщения Константин Чевкин усомнился в правдивости слов барона и настаивал, что в устном повелении было лишь согласие на постройку дороги, а о пожаловании льготных условий там ничего не было. В ответ на это барон предоставил заверения от графа Орлова на гербовой бумаге, подтверждавшие пожалование таких условий. В 1855 году строительные работы на будущей дороге были возобновлены, а 26 июля (7 августа)  1855 года на рассмотрение кабинета министров был внесён проект устава общества Петергофской железной дороги. Согласно уставу, предполагался выпуск 4000 акций общества стоимостью 500 рублей серебром каждая с возможностью довыпуска до 1000 акций той же цены при недостатке средств. Управлением всеми делами дороги до образования общества (то есть полного выкупа всех акций) должен был заведовать сам Штиглиц. 9 (21) августа 1856 года Александр II утвердил устав, настояв при этом на пункте о возможности выкупа дороги в казну после 15 лет эксплуатации. В дальнейшем в официальных документах Штиглиц значился как «владетель дороги».

### Эксплуатация
25 июня (7 июля)  1857 года воспитанники кадетских корпусов Петербурга были отправлены в летние лагеря несколькими поездами по практически достроенной Петергофской линии, что стало первой проверкой её готовности. Официальное открытие движения по новой железной дороге состоялось 21 июля (2 августа), а 15 (27) августа по линии проследовал состав с императорской семьёй: помимо самого императора Александра II, в поезде ехал великий князь Михаил Николаевич с невестой, поэтому вокзалы и все постройки были украшены цветами, и, кроме российских, были также вывешены баденские флаги. К этому событию были также сняты леса с вокзала Нового Петергофа. После открытия ежедневно назначалось 5 пар поездов; поездка из Санкт-Петербурга в Петергоф занимала 1 час 10 минут. Суточный пассажиропоток на дороге колебался между 3500 и 4500 пассажирами. Существовали опасения, что открытие дороги может сказаться на рентабельности пароходных маршрутов, но эти опасения оказались беспочвенными — летом многие отдыхающие предпочитали маршрут по морю, тем более что пристани находились в центре города, в то время как до вокзала необходимо было ехать на окраину, а билет в вагон 2-го класса (60 копеек) стоил дороже билета на пароход (50 копеек). От железнодорожных станций для удобства пассажиров отправлялись дилижансы.
За постройку дороги барон Александр Штиглиц в 1857 году был удостоен ордена Святого Станислава I степени.
Продолжением строительства стала ветка от Лигово до Красного Села, разрешение на постройку которой Штиглицу было дано 4 (16) августа 1858 года. Движение по этой однопутной ветке протяжённостью 11,1 версты было открыто 14 (26) июля 1859 года. Спустя почти три года после этого Штиглицу было позволено продлить железную дорогу от Нового Петергофа до Ораниенбаума с устройством морской пристани для организации морского сообщения с Кронштадтом; участок длиной 10,7 вёрст, также построенный при участии Станислава Кербедза и Венцеслава Бурды, стал действовать с 7 (19) июня 1864 года.
Строительство и эксплуатация «дачной» Петергофской железной дороги позволили накопить опыт и внушительное количество специалистов, что, в свою очередь, после пересмотра в 1860-х годах отношения правительства к этому виду транспорта позволило немедленно начать осуществление многих крупных проектов. На середину 1860-х годов по дороге курсировало в среднем 15 пар поездов в сутки, большая часть из которых была пассажирскими. Перевозки грузов были незначительны и преимущественно состояли из продовольствия, следовавшего в Петербург напрямую или через пристань в Ораниенбауме.
На 1867 год на строительство дороги было израсходовано 4 761 427 рублей серебром или 93 544 рублей на версту. В марте 1869 года Штиглиц уведомил министерство финансов о том, что все акции дороги распроданы, и с этого момента она перешла из собственности барона в управление обществом Петергофской железной дороги; в июле того же года на дороге произошло несколько происшествий, вызыванных, по мнению общества, использованием шпал из некачественного дерева. В течение последующих 4 лет велась модернизация путевого и телеграфного хозяйства дороги, а 31 декабря 1872 года (12 января 1873 года) Петергофская железная дорога вошла в состав построенной также по инициативе Штиглица Балтийской железной дороги, весь её подвижной состав был передан новым владельцам с присвоением новых номеров и серий, но сохранением имён паровозов. Линия от Лигово в Красное Село была продлена новыми хозяевами до Гатчины, вокзал в Санкт-Петербурге был переименован из Петергофского в Балтийский, а станция при нём расширена; на всё это была потрачена 551 000 рублей.

## Описание
Железная дорога от Санкт-Петербурга до Ораниенбаума начиналась от вокзала на Обводном канале недалеко от вокзала Варшавской железной дороги. Дорога была двухпутной, ветвь Лигово — Красное Село имела один путь. Максимальный продольный уклон пути на участке от Петербурга до Петергофа составлял 1,9 ‰, до Ораниенбаума — 6,6 ‰, минимальный радиус горизонтальных кривых на всём участке — 1600 м, а на ветке к ораниенбаумской пристани 630 м. Максимальный продольный уклон пути на Красносельской ветке был 7 ‰, минимальный радиус горизонтальных кривых — 750 м.
Главная линия дороги огибала южный берег Финского залива, проходя через дачные массивы, до Мартышкина, где она поворачивала в сторону берега, пересекала шоссе из Петербурга в Ораниенбаум и следовала до последнего вдоль берега. В Ораниенбауме находилась конечная станция, от которой отходил подъездной путь к купеческой пристани. Полная длина дороги от Санкт-Петербурга до Ораниенбаума составляла 40,96 км (38,4 версты). От станции Лигово отходила ветка на Красное Село длиной 11,84 км (11,1 версты), оканчивавшаяся в последнем станцией возле дороги на Царское Село.
- Архитектурные рисунки служебных строений Петергофской дороги
- Водокачка
- Паровозное депо

### Станции
Петергофский вокзал в Санкт-Петербурге был построен по оригинальному проекту Александра Кракау и напоминал Восточный вокзал Парижа, построенный несколькими годами ранее. Двухэтажное П-образное в плане здание охватывало концевые участки путей, которых при здании располагалось два при трёх платформах; они были накрыты дебаркадером, торцевое витражное окно которого выходило на фасад здания со стороны привокзальной площади. Правый флигель был предназначен для конторы дороги и вокзальных служб, в то время как оба этажа левого флигеля вмещали в себя апартаменты для царской семьи и были изолированы от остального здания, что облегчало охрану. Царские поезда подавались на ближний к апартаментам левый путь.
Первой промежуточной станцией была Красносельская (позднее Лиговская, потом Лигово). Она имела деревянный вокзал, построенный по проекту Венцеслава Бурды. После по главной линии находились станции Сергиево и Стрельна, каменные вокзалы которых были сооружены по проекту Николая Бенуа. На вокзалах отразилась курортно-развлекательная направленность дороги — каждый из них был построен по индивидуальному проекту и выступал скорее в качестве не вокзала в современном понимании, а увеселительного заведения: в зданиях действовали буфеты, рестораны, театры, небольшие концертные залы и даже оранжереи. От вокзала в Сергиево была запущена железная дорога на конной тяге до Сергиевой Приморской пустыни, расположенной в 2 км от станции.
- Архитектурные рисунки вокзалов Петергофской дороги
- Вокзал Сергиево
- Вокзал Петергоф — восточный и западный фасады
- Вокзал Петергоф — южный фасад

Вокзал конечной станции в Петергофе был также построен по проекту Николая Бенуа. Он был воплощён в неоготическом стиле и предположительно отсылается на собор города Орвието, над обмерами которого архитектор работал в 1840-х годах. В это время Бенуа создал целый комплекс готических построек в Петергофе, и вокзал вошёл в их число. Железнодорожные пути прошли под дебаркадером вокзала и под ним же они заканчивались. Когда дорогу продлили до Ораниенбаума, пути продолжили через две арки в конце здания.

### Подвижной состав
Локомотивам Петергофской дороги присваивались имена. Так, первый паровоз типа 1-1-1 производства завода Шарп-Стюарт, поступивший в июле 1857 года, получил название «Стрельна». Поступившие в ноябре того же года 2 паровоза типа 2-2-0 производства завода Кесслер в Карлсруэ с внешним расположением цилиндров получили имена «Каролина» и «Алексей», а два паровоза завода Шарп-Стюарт такой же схемы, но с внутренним расположением цилиндров — «Александр» и «Константин». К открытию Красносельской ветви дороги в июне 1859 года был закуплен ещё один паровоз схемы 1-1-1, собранный на заводе Кесслер; он получил имя «Екатерина». В 1860 году дорога приобрела ещё один локомотив, бывший усовершенствованной копией «Алексея», и дала ему название «Владимир». При этом прибытие каждого локомотива отмечалось своеобразными «крестинами», когда ему и давали имя. Завершалось мероприятие праздничным обедом.
В 1863—1867 году дорога занималась обновлением локомотивного парка, в рамках чего на замену пассажирским паровозам закупались товаро-пассажирские. В 1866 году «Александр» и «Константин» были проданы на Московско-Рязанскую железную дорогу, а им на замену были куплены шесть локомотивов типа 1-2-0, произведённые на заводе Борзиг, получившие имена «Елена», «Мария», «Надежда», «Ораниенбаум», «Петергоф» и «Александр».
| Локомотивный парк Петергофской дороги на момент передачи Балтийской дороге в 1872 году | Локомотивный парк Петергофской дороги на момент передачи Балтийской дороге в 1872 году | Локомотивный парк Петергофской дороги на момент передачи Балтийской дороге в 1872 году | Локомотивный парк Петергофской дороги на момент передачи Балтийской дороге в 1872 году | Локомотивный парк Петергофской дороги на момент передачи Балтийской дороге в 1872 году | Локомотивный парк Петергофской дороги на момент передачи Балтийской дороге в 1872 году | Локомотивный парк Петергофской дороги на момент передачи Балтийской дороге в 1872 году | Локомотивный парк Петергофской дороги на момент передачи Балтийской дороге в 1872 году | Локомотивный парк Петергофской дороги на момент передачи Балтийской дороге в 1872 году | Локомотивный парк Петергофской дороги на момент передачи Балтийской дороге в 1872 году | Локомотивный парк Петергофской дороги на момент передачи Балтийской дороге в 1872 году |
| Имя                                                                                    | Тип                                                                                    | Производитель                                                                          | Год выпуска                                                                            | Поверхность нагрева котла мм²                                                          | Давление пара атм                                                                      | Диаметр цилиндров мм                                                                   | Ход поршня мм                                                                          | Диаметр колёс                                                                          | Диаметр колёс                                                                          | Вес в рабочем состоянии т                                                              |
| Имя                                                                                    | Тип                                                                                    | Производитель                                                                          | Год выпуска                                                                            | Поверхность нагрева котла мм²                                                          | Давление пара атм                                                                      | Диаметр цилиндров мм                                                                   | Ход поршня мм                                                                          | Движущих мм                                                                            | Поддерживающих мм                                                                      | Вес в рабочем состоянии т                                                              |
| -------------------------------------------------------------------------------------- | -------------------------------------------------------------------------------------- | -------------------------------------------------------------------------------------- | -------------------------------------------------------------------------------------- | -------------------------------------------------------------------------------------- | -------------------------------------------------------------------------------------- | -------------------------------------------------------------------------------------- | -------------------------------------------------------------------------------------- | -------------------------------------------------------------------------------------- | -------------------------------------------------------------------------------------- | -------------------------------------------------------------------------------------- |
| Стрельна                                                                               | 1-1-1                                                                                  | Шарп-Стюарт                                                                            | 1857                                                                                   | 83,6                                                                                   | 6                                                                                      | 381                                                                                    | 762                                                                                    | 1800                                                                                   | 990                                                                                    | 24,1                                                                                   |
| Екатерина                                                                              | 1-1-1                                                                                  | Кесслер                                                                                | 1859                                                                                   | 85,6                                                                                   | 6                                                                                      | 406                                                                                    | 559                                                                                    | 2100                                                                                   | 1050                                                                                   | 29,2                                                                                   |
| Каролина                                                                               | 2-2-0                                                                                  | Кесслер                                                                                | 1857                                                                                   | 88,6                                                                                   | 6                                                                                      | 406                                                                                    | 609                                                                                    | 1800                                                                                   | 924                                                                                    | 30,2                                                                                   |
| Алексей                                                                                | 2-2-0                                                                                  | Кесслер                                                                                | 1857                                                                                   | 88,6                                                                                   | 6                                                                                      | 406                                                                                    | 609                                                                                    | 1800                                                                                   | 924                                                                                    | 30                                                                                     |
| Елена                                                                                  | 1-2-0                                                                                  | Борзиг                                                                                 | 1863                                                                                   | 98,5                                                                                   | 6                                                                                      | 457                                                                                    | 609                                                                                    | 1500                                                                                   | 1050                                                                                   | 31,9                                                                                   |
| Мария                                                                                  | 1-2-0                                                                                  | Борзиг                                                                                 | 1863                                                                                   | 98,5                                                                                   | 6                                                                                      | 457                                                                                    | 609                                                                                    | 1500                                                                                   | 1050                                                                                   | 31,9                                                                                   |
| Надежда                                                                                | 1-2-0                                                                                  | Борзиг                                                                                 | 1865                                                                                   | 98,5                                                                                   | 6                                                                                      | 381                                                                                    | 609                                                                                    | 1500                                                                                   | 1050                                                                                   | 31,9                                                                                   |
| Петергоф                                                                               | 1-2-0                                                                                  | Борзиг                                                                                 | 1866                                                                                   | 98,5                                                                                   | 6                                                                                      | 457                                                                                    | 609                                                                                    | 1500                                                                                   | 1050                                                                                   | 31,9                                                                                   |
| Ораниенбаум                                                                            | 1-2-0                                                                                  | Борзиг                                                                                 | 1866                                                                                   | 98,5                                                                                   | 6                                                                                      | 457                                                                                    | 609                                                                                    | 1500                                                                                   | 1050                                                                                   | 31,9                                                                                   |
| Александр                                                                              | 1-2-0                                                                                  | Борзиг                                                                                 | 1867                                                                                   | 98,5                                                                                   | 6                                                                                      | 457                                                                                    | 609                                                                                    | 1500                                                                                   | 1050                                                                                   | 31,9                                                                                   |

### Комментарии
1. ↑  Согласно Павлу Лизунову именно так фамилия барона была записана Дубельтом[5].
2. ↑  В Красном Селе располагался летний лагерь столичного гарнизона, который регулярно посещали члены императорской семьи.